# Żukowice (gromada)
Żukowice – dawna gromada, czyli najmniejsza jednostka podziału terytorialnego Polskiej Rzeczypospolitej Ludowej w latach 1954–1972.
Gromady, z gromadzkimi radami narodowymi (GRN) jako organami władzy najniższego stopnia na wsi, funkcjonowały od reformy reorganizującej administrację wiejską przeprowadzonej jesienią 1954 do momentu ich zniesienia z dniem 1 stycznia 1973, tym samym wypierając organizację gminną w latach 1954–1972.
Gromadę Żukowice z siedzibą GRN w Żukowicach utworzono – jako jedną z 8759 gromad na obszarze Polski – w powiecie głogowskim w woj. zielonogórskim na mocy uchwały nr V/14/54 WRN w Zielonej Górze z dnia 5 października 1954. W skład jednostki weszły obszary dotychczasowych gromad Żukowice, Kłoda i Wróblin Głogowski ze zniesionej gminy Gaworzyce w tymże powiecie. Dla gromady ustalono 18 członków gromadzkiej rady narodowej.
31 grudnia 1961 do gromady Żukowice włączono wieś Domianowice z przysiółkiem Zameczno ze zniesionej gromady Kromolin w tymże powiecie.
1 lipca 1968 do gromady Żukowice włączono obszar zniesionej gromady Nielubia w tymże powiecie.
Gromada przetrwała do końca 1972 roku, czyli do kolejnej reformy gminnej.  1 stycznia 1973 w powiecie głogowskim utworzono gminę Żukowice (obecnie gmina Żukowice znajduje się w woj. dolnośląskim).